# Кучерян Домніка Василівна
Домніка Василівна Кучерян (6 жовтня 1937, село Рідківці, Королівство Румунія, тепер Новоселицького району Чернівецької області) — українська радянська діячка, новатор виробництва, ткаля ткацької фабрики № 4 Чернівецького текстильного комбінату Чернівецької області. Депутат Верховної Ради УРСР 6-го скликання.

## Біографія
Народилася у селянській родині. Закінчила Чернівецький текстильний технікум.
З середини 1950-х років — ткаля ткацької фабрики № 4 Чернівецького текстильного комбінату. Працювала на двох жаккардових машинах, перевиконувала виробничі плани. Раціоналізатор виробництва.
Потім — на пенсії у місті Чернівцях.